# Unité urbaine de Bruyères
L'unité urbaine de Bruyères est une unité urbaine française centrée sur la commune de Bruyères dans le département des Vosges, en région Grand Est.

## Données générales
En 2010, selon l'Insee, l'unité urbaine était composée de trois communes.
En 2020, à la suite d'un nouveau zonage, elle est composée des trois mêmes communes.
En 2022, elle compte 4 046 habitants et sa densité de population s'élève à 175 hab./km².

## Composition de l'unité urbaine en 2020
Elle est composée des deux communes suivantes :
| Nom                     | Code Insee | Département | Statut       | Superficie (km2) | Population (dernière pop. légale) | Densité (hab./km2) | Modifier                                    |
| ----------------------- | ---------- | ----------- | ------------ | ---------------- | --------------------------------- | ------------------ | ------------------------------------------- |
| Bruyères (ville-centre) | 88078      | Vosges      | ville-centre | 16,02            | 2 935 (2022)                      | 183                | modifier les données · modifier les données |
| Champ-le-Duc            | 88086      | Vosges      | banlieue     | 3,92             | 481 (2022)                        | 123                | modifier les données · modifier les données |
| Laval-sur-Vologne       | 88261      | Vosges      | banlieue     | 3,58             | 630 (2022)                        | 176                | modifier les données · modifier les données |

#### Données générales
- Unité urbaine
- Aire d'attraction d'une ville
- Aire urbaine (France)
- Liste des unités urbaines de France

#### Données démographiques en rapport avec l'unité urbaine de Bruyères
- Arrondissement de Saint-Dié-des-Vosges

#### Données démographiques en rapport avec les Vosges
- Démographie du département des Vosges